# Josh Brainard
Josh "Gnar" Brainard, född 9 augusti 1974 kom med i bandet Slipknot sedan Quan Nong hade lämnat det. De behövde alltså en ny gitarrist i bandet. Tillsammans med Donnie Steele blev Brainard en av de två gitarristerna i Slipknot. Han var med under inspelningen på albumen Mate.Feed.Kill.Repeat och Slipknot (album) men blev senare ersatt av James Root från bandet Stone Sour.